# ويليام فرنسيس تشانينج
ويليام فرنسيس تشانينج (بالإنجليزية: William Francis Channing)‏ هو مخترِع وعالم وطبيب وباحث أمريكي، ولد في 22 فبراير 1820 في بوسطن في الولايات المتحدة، وتوفي بنفس المكان في 20 مارس 1901.

## معرض صور

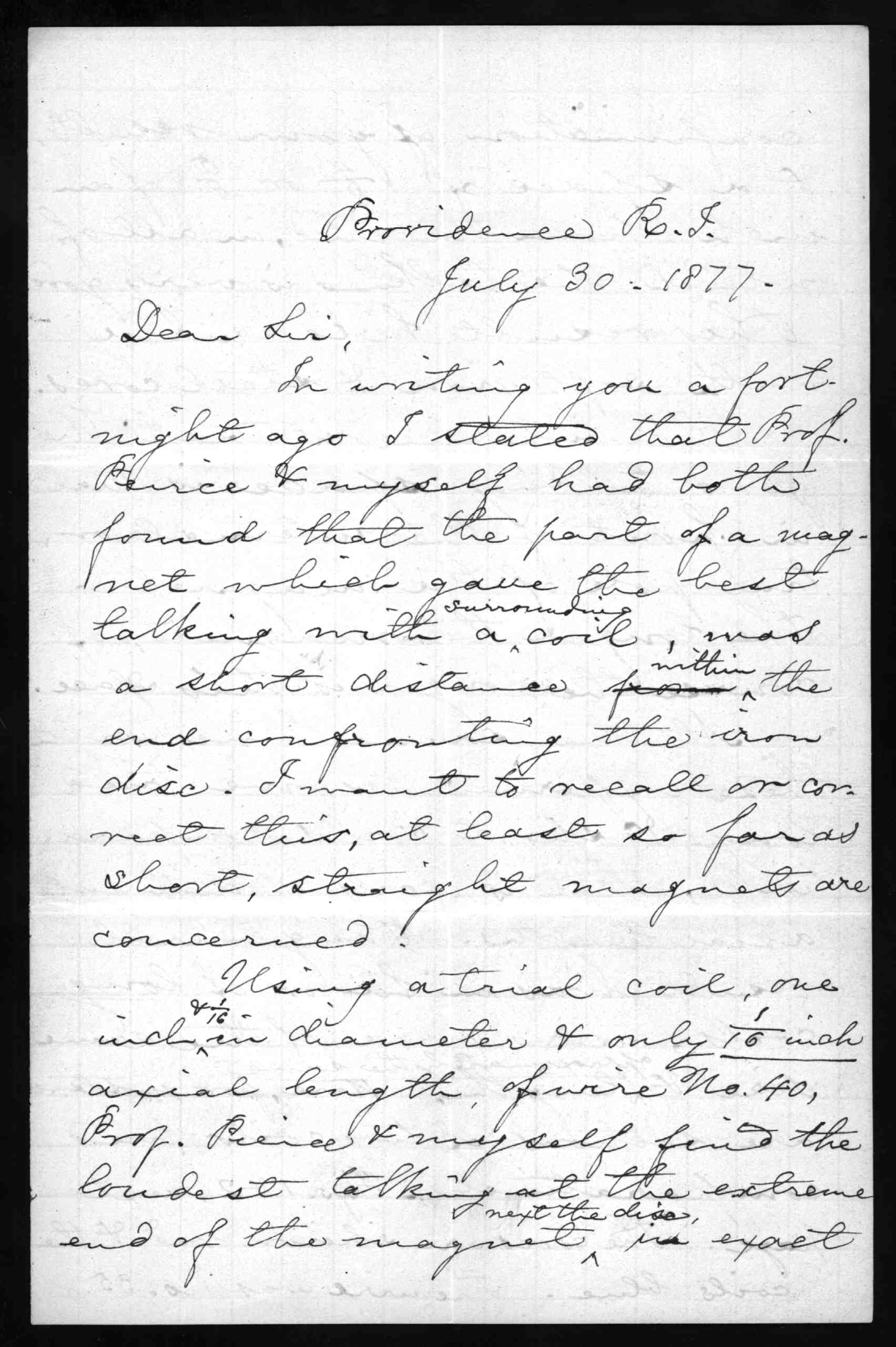
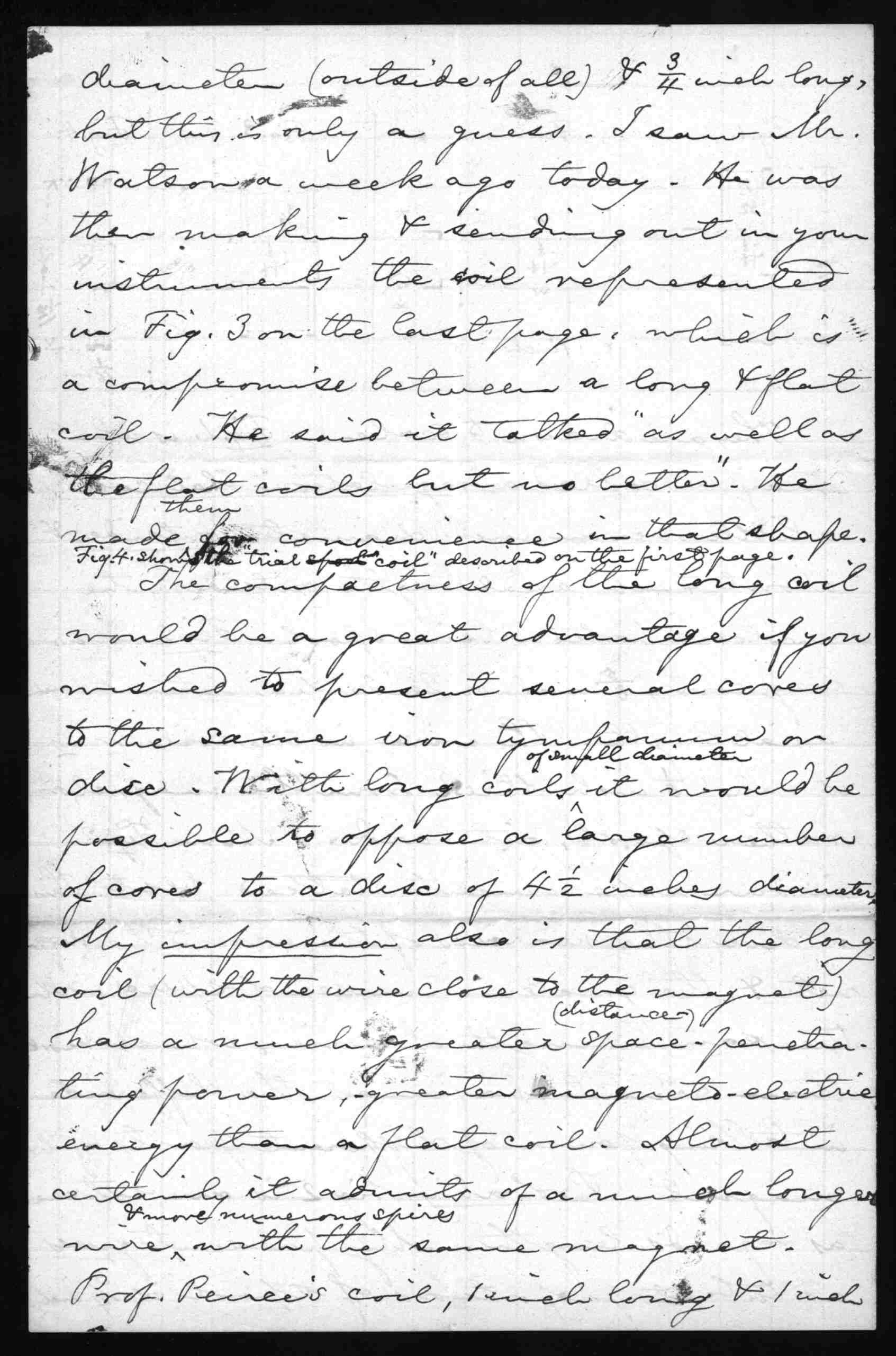
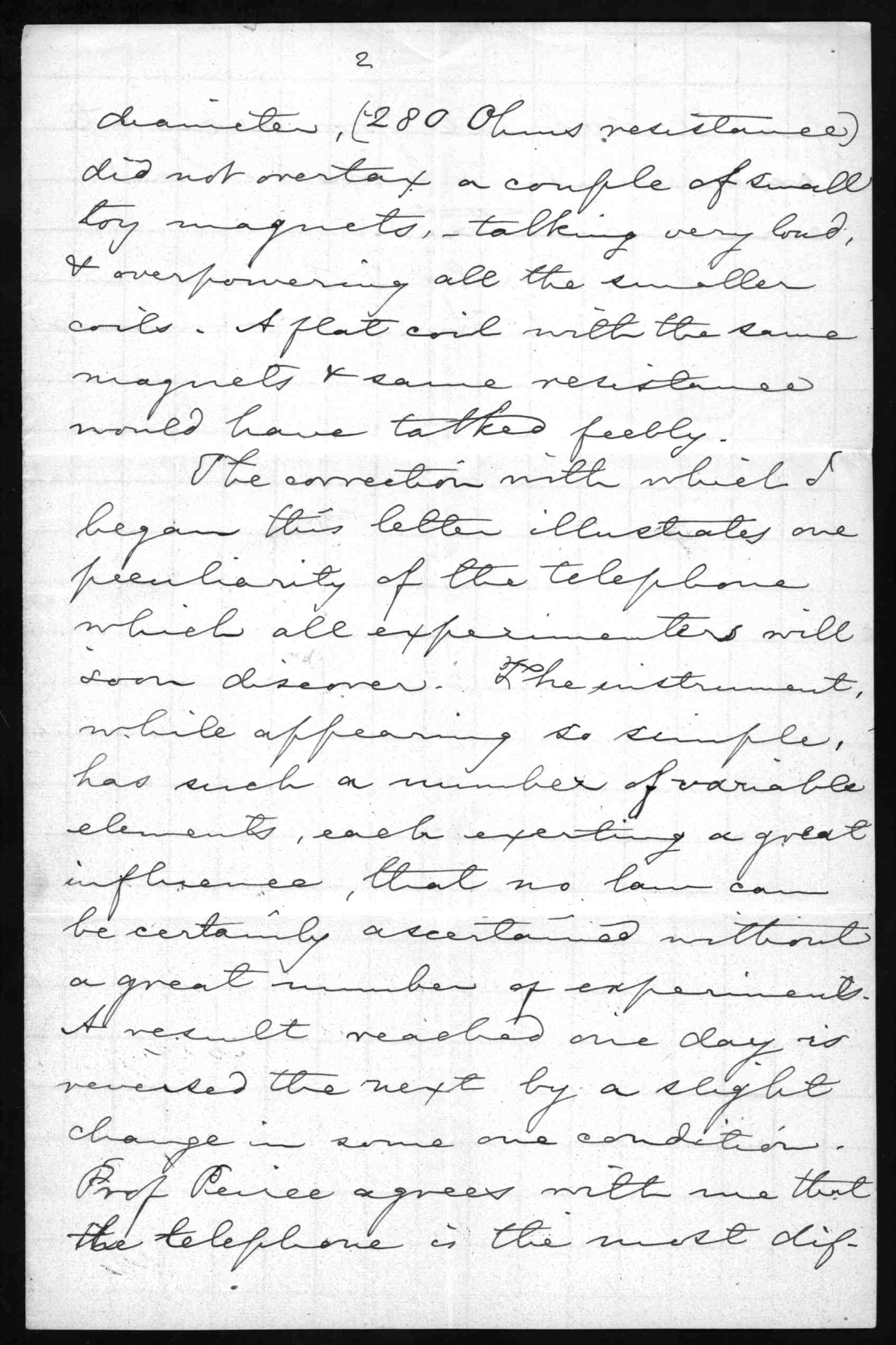
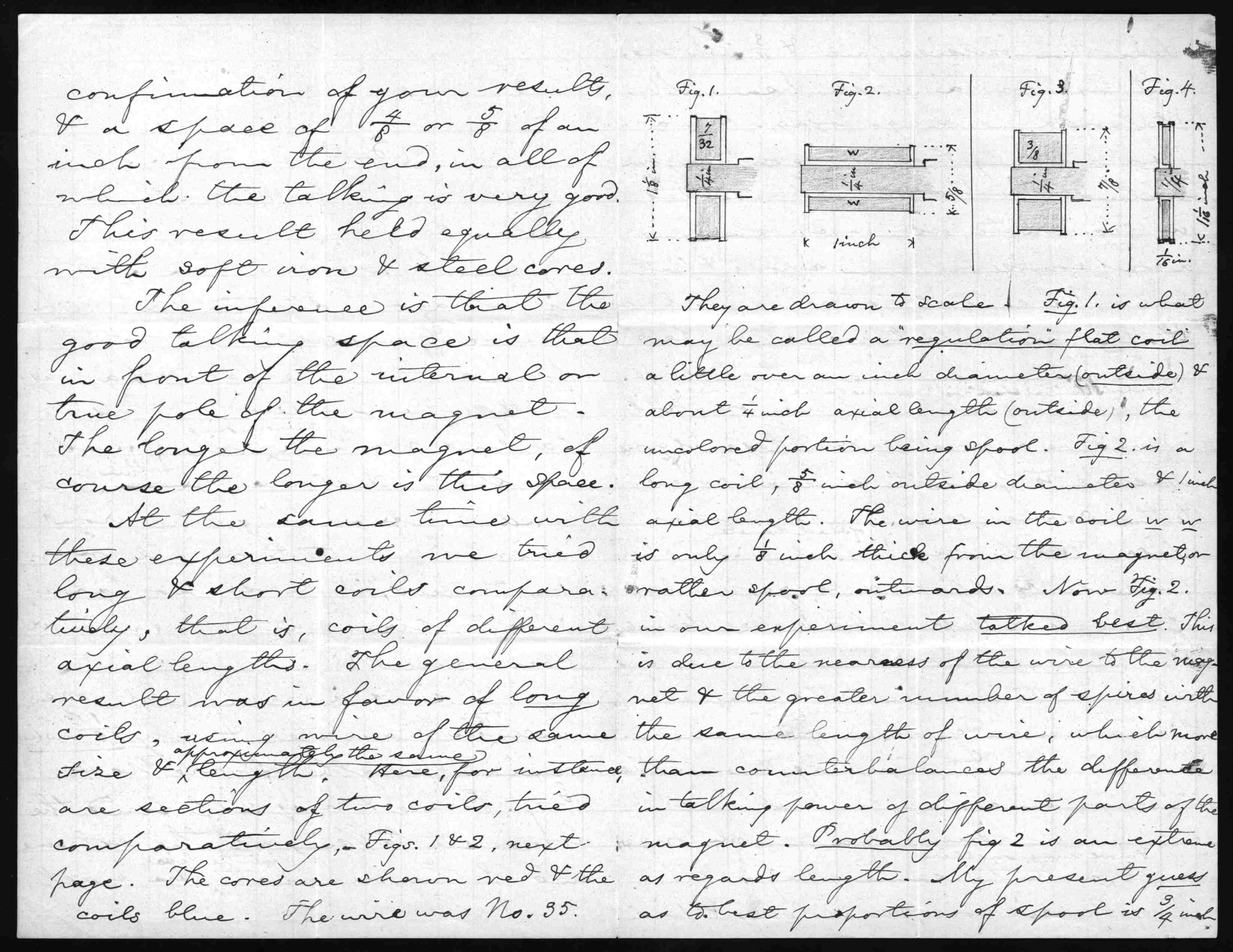